# بليك سترود
بليك سترود (بالإنجليزية: Blake Strode)‏ مواليد 9 يوليو 1987 في سانت لويس، هو لاعب كرة مضرب أمريكي بدأ مسيرته كمحترف سنة 2009 يلعب باليد اليمنى. أعلى تصنيف له في الفردي كان المركز الـ 311 في سنة 2012. أعلى تصنيف له في الزوجي كان المركز الـ 571 في سنة 2012.

## روابط خارجية
- بليك سترود على موقع رابطة محترفي التنس (الإنجليزية)
- بليك سترود على موقع الاتحاد الدولي لكرة المضرب (الإنجليزية)
- بليك سترود على موقع خلاصة التنس.كوم (الإنجليزية)
- بليك سترود على موقع إي إس بي إن.كوم (الإنجليزية)